# كوتا (إندونيسيا)
كوتا (إندونيسيا) (بالإنجليزية: City status in Indonesia، بالإندونيسية: Status kota di Indonesia، بالفرنسية: Kota): وفقا للقانون الإندونيسي، فإن مصطلح "كوتا kota" هو مدينة يتم تعريفها عمومًا على أنها تقسيم فرعي من المستوى الثاني لأندونيسيا، وهي تعادل ريجنسي. الفرق بين كوتا وريجنسي هو أن: "كوتا" لديها أنشطة اقتصادية غير زراعية وسكان حضريون كثيفون، في حين أن ريجنسي تتكون غالبا من مناطق ريفية وهي أكبر مساحة من كوتا. ومع ذلك، كان لدى إندونيسيا تاريخيا عدة تصنيفات للمدن.